# Армен Амбарцумян (учен)
Армен Амбарцумян е арменски учен, професор, доктор на медицинските науки, един от водещите учени по проблемите на епидемиологията и вътреболничните инфекции.

## Биография
Роден е на 23 март 1953 година в Ереван, Армения. През 1977 завършва Ереванския медицински институт. От 1979 до 1988 г. е младши научен сътрудник в Катедрата по епидемиология на същия институт. От 1988 е старши научен сътрудник, 1993 – доцент, 1994 – професор, а от 1995 е завеждащ Катедрата по епидемиология на Ереванския медицински институт.
През 2000 г. е избран за председател на Асоциацията на арменските епидемиолози, медицински микробиолози и паразитолози. През същата година е избран за член-кореспондент, а през 2001 за действителен член (академик) на Академията за медико-технически науки на Руската Федерация.

## Сфера на научната дейност
Научната му дейност е посветена основно на изучаването на епидемиологията на вътреболничните инфекции. Особено ценен е приносът му в разработването на нови методи и мерки за профилактика и лечение на вътреболничните гнойно-възпалителни заболявания чрез използването на един от щамовете на Lactobacillus acidophilus – Ер 317/402. Работи в тясно сътрудничество с откривателя на щама – Левон Акопович Ерзинкян.
Научните изследвания, които ръководи, са водени от разбирането, че създаването на временни изкуствени биоценози на базата на микроорганизми, които не са еволюционно адаптирани към един или друг биотоп, са ефективно средство за защита на „входната врата“ на инфекциите при гнойно-възпалителните заболявания, а също така и средство за профилактика срещу възникването на такива врати, лечение на някои заболявания с микробна етиология и стабилизиране на микробиологичния пейзаж на различните биотопи.

## Трудове
Автор на повече от 196 научни разработки, 1 монография, 4 авторски свидетелства, 13 рационализаторски предложения, съавтор на учебник по епидемиология.
1. Амбарцумян А. Дз. Молочнокислые бактерии в профилактике внутрибольничных инфекций. Ереван – 2002 ISBN 99930-955-0-8
2. Амбарцумян А.Дз., Антонова С.А., Саядян О.Б., Лещенко О.Л., Чарян Л.М. Профилактика и лечение трещин сосков молочных желез родильниц молочнокислым продуктом „Наринэ“. Вопросы охраны материнства и детства, М, 1986, №5, 72 – 73.
3. Амбарцумян А.Дз., Барсегян А.А., Апоян Н.А., Тумаджян А.Е., Мелконян Ж.С. Влияние продуктов обмена молочнокислых бактерий штамма 317/402 „Наринэ“ на развитие острого экссудативного воспаления в эксперименте. Современные проблемы патологической физиологии. Тезисы 6-ой Закавказской конференции патофизиологов. Ереван, 1985, 32 – 33.
4. Амбарцумян А.Дз., Дехцунян К.М., Агаджанян И.Г. Способ лечения воспалительных заболеваний мочевого пузыря и уретры. Авторское свидетельство РА, № 12 от 15.05.95.
5. Амбарцумян А.Дз., Овнанян К.О. Определение бактериостатической концентрации молочнокислых бактерий „Наринэ“ по отношению к золотистым стафилококкам и изучение цитоморфологических изменений в клетках последних. Тезисы докладов 3-го республиканского съезда эпидемиологов, микробиологов и паразитологов. Ереван, 1983, 22 – 23.
6. Амбарцумян А., Сукиасян С., Погосян Г., Габриелян Э., Лалаян К., Епремян Г. Способ лечения вагинитов. Авторское свидетельство РА, № 600 от 15.09.99.
7. Амбарцумян А.Дз. Крем для кожи, обладающий антибактериальным и противовосполительным действиями. Авторское свидетельство № 1089, Ереван, 2002.
8. Амбарцумян А.Дз. Молочнокислые бактерии в профилактике внутрибольничных инфекций. Ереван, 2002, 246 с.
9. Амбарцумян А.Дз., Тер-Степанян М.М. Профилактика носительства грибов рода Candida и стафилококков на коже рук медицинского персонала. Современная микология в России. Первый съезд микологов России. Тезисы докладов. Москва, 2002, 384.
10. Амбарцумян А.Дз., Широян А.Г., Назинян Е.Р., Асланян А.К. Заболеваемость ОРЗ зимой пандемического 2009 – 2010 года в Ереване. Сборник материалов IX национального научно-медицинского конгресса „Здоровье человека“ под девизом „Армения – Россия – медицина без границ. Новые горизонты.“ (с международным участием). Ереван, 2010, 80 – 84.
11. Арутюнян К.Э., Аракелян А.Р., Варданян Э.С., Амбарцумян А.Дз. Эффективность продуктов метаболизма молочнокислых бактерий при лечении кандидамикозных кольпитов. Современная микология в России. Первый съезд микологов России. Тезисы докладов. Москва, 2002, 386.
12. Барсегян А.А., Апоян Н.А., Тумаджян А.Е., Мелконян Ж.С., Авакян А.В., Дехцунян К.М., Амбарцумян А.Дз., Ерзинкян Л.А. Противовоспалительные свойства продуктов обмена молочнокислых бактерий штамма 317/402 „Наринэ“. Ж. Экспериментальной и клинической медицины АН Армянской ССР, 1985, т.XXVI, № 6.
13. Дехцунян К.М., Амбарцумян А.Дз., Минасян А.М., Ананян А.Ш., Саркисян Б.Г., Бжикян М.Г. О возможности лечения дисбактериозов кишечника введением молочнокислых бактерий в дистальный отдел толстой кишки. ЖМЭИ, 1990, № 2, 115 – 116.
14. Дехцунян К.М., Амбарцумян А.Дз., Ерзинкян Л.А., Манукян М.С. Способ лечения заболеваний пародонта. Авторское свидетельство /СССР/ N 1319349 от 22 февраля 1987 г.